# Liste der Biografien/Hob
Liste der Biografien |
Portal Biografien |
Personensuche
# |
A |
B |
C |
D |
E |
F |
G |
H |
I |
J |
K |
L |
M |
N |
O |
P |
Q |
R |
S |
T |
U |
V |
W |
X |
Y |
Z |
?
 
Ha |
Hd |
He |
Hi |
Hj |
Hk |
Hl |
Hm |
Hn |
Ho |
Hr |
Hs |
Ht |
Hu |
Hv |
Hw |
Hy
 
Hoa |
Hob |
Hoc |
Hod |
Hoe |
Hof |
Hog–Hok |
Hol |
Hom |
Hon |
Hoo |
Hop |
Hoq |
Hor |
Hos |
Hot |
Hou |
Hov |
How |
Hox |
Hoy |
Hoz
Die Liste der Biografien führt alle Personen auf, die in der deutschsprachigen Wikipedia einen Artikel haben. Dieses ist eine Teilliste mit 216 Einträgen von Personen, deren Namen mit den Buchstaben „Hob“ beginnt.

## Hob

### Hoba
- Hoba, Christine (* 1961), deutsche Autorin
- Hoballah, Imad, libanesischer Politiker
- Hoban, Barry (1940–2025), britischer RadrennfahrerBarry Hoban (1940–2025)

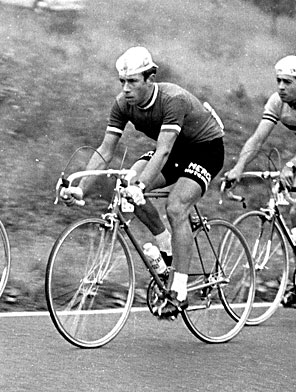
Barry Hoban (1940–2025)

- Hoban, Edward Francis (1878–1966), US-amerikanischer Geistlicher und römisch-katholischer Bischof von Cleveland
- Hoban, James († 1831), irisch-amerikanischer Architekt
- Hoban, Michael John (1853–1926), US-amerikanischer Geistlicher, Bischof von Scranton
- Hoban, Ovidiu (* 1982), rumänischer Fußballspieler
- Hoban, Russell (1925–2011), US-amerikanisch-britischer Schriftsteller
- Hoban, Tommie (* 1994), irischer Fußballspieler
- Hobana, Ion (1931–2011), rumänischer Schriftsteller
- Hobart, Aaron (1787–1858), US-amerikanischer Politiker
- Hobart, Alice Tisdale (1882–1967), US-amerikanische Schriftstellerin und Historikerin
- Hobart, Augustus Charles (1822–1886), britisch-osmanischer Admiral
- Höbart, Christian (* 1975), österreichischer Politiker (FPÖ), Abgeordneter zum Nationalrat
- Hobart, Clarence (1870–1930), US-amerikanischer Tennisspieler
- Hobart, Garret (1844–1899), US-amerikanischer Politiker
- Hobart, Jennie Tuttle (1848–1941), US-amerikanische Ehefrau von Garret A. Hobart, dem ehemaligen Vizepräsidenten der Vereinigten Staaten
- Hobart, John Sloss (1738–1805), US-amerikanischer Jurist und Politiker
- Hobart, Percy (1885–1957), britischer MilitäringenieurPercy Hobart (1885–1957)

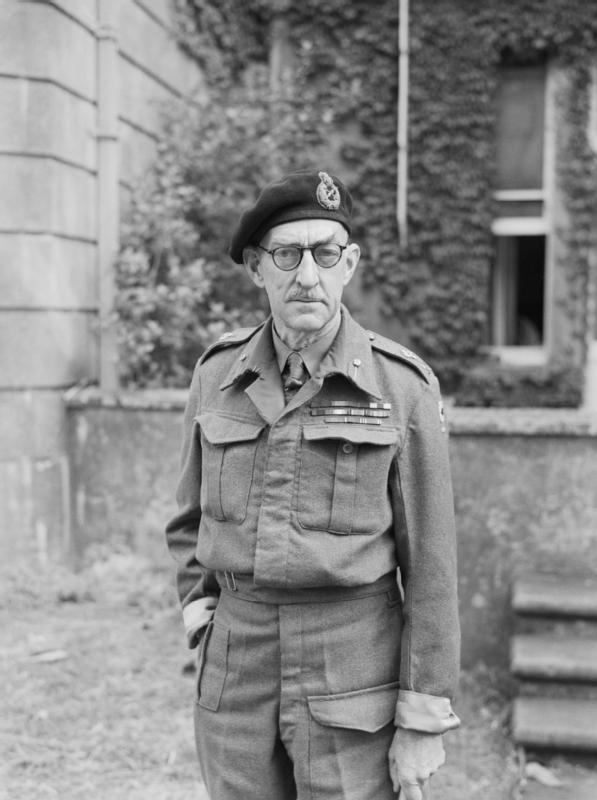
Percy Hobart (1885–1957)

- Hobart, Robert, 4. Earl of Buckinghamshire (1760–1816), britischer Politiker und Kolonialgouverneur
- Hobart, Rose (1906–2000), US-amerikanische Schauspielerin
- Hobart, Vere, Lord Hobart (1818–1875), britischer politischer Autor und Kolonialgouverneur
- Hobart-Hampden, Augustus, 6. Earl of Buckinghamshire (1793–1885), britischer Peer und anglikanischer Priester
- Höbarth, Elisabeth (1923–2007), österreichische Film-, Fernseh- und Theaterschauspielerin
- Höbarth, Franz (1778–1845), österreichischer Baumeister
- Höbarth, Josef (1891–1952), niederösterreichischer Heimatforscher und Museumsgründer
- Höbarth, Lorenz (* 1991), österreichischer Fußballspieler
- Höbartner, Claudia (* 1977), österreichische Chemieprofessorin und Forscherin
- Hobaugh, Charles Owen (* 1961), US-amerikanischer Astronaut
- Hobayan, Angel (1929–2023), philippinischer Geistlicher, römisch-katholischer Bischof von Catarman

### Hobb
- Hobb, Robin (* 1952), US-amerikanische Schriftstellerin
- Hobbahn, Johann Friedrich (1693–1767), deutscher evangelischer Geistlicher, Dekan in Bietigheim
- Hobbema, Meindert (1638–1709), niederländischer Maler
- Hobbes, Halliwell (1877–1962), britischer Charakterdarsteller
- Hobbes, John Oliver (1867–1906), US-amerikanisch-britische Schriftstellerin und Dramaturgin
- Hobbes, Thomas (1588–1679), englischer Mathematiker, Staatstheoretiker und PhilosophThomas Hobbes (1588–1679)

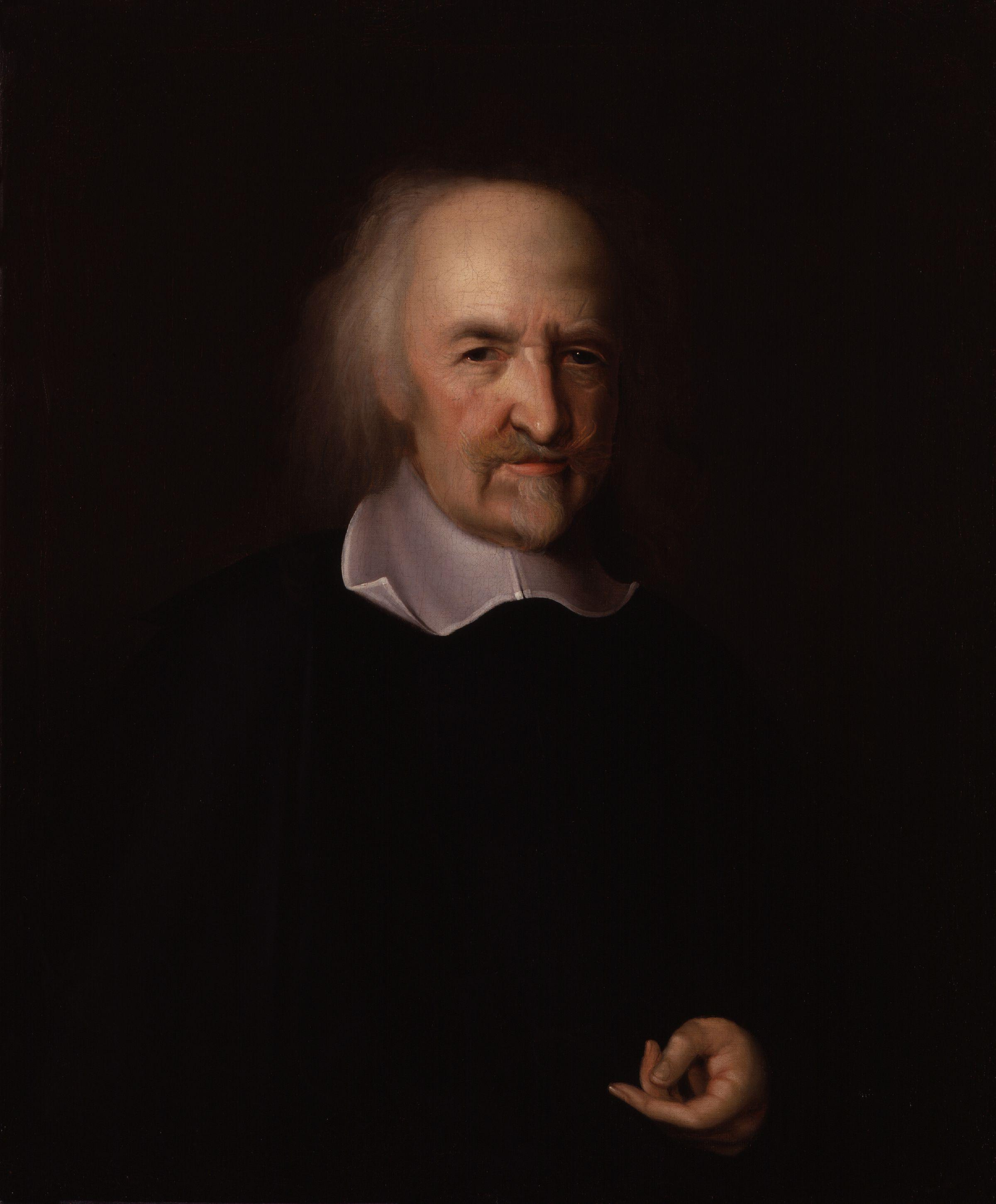
Thomas Hobbes (1588–1679)

- Hobbie, Diedrich (1897–1949), deutscher Landwirt und Politiker (NSDAP), MdL
- Hobbie, Holly (* 1944), US-amerikanische Autorin und Illustratorin
- Hobbie, Selah R. (1797–1854), US-amerikanischer Jurist und Politiker
- Hobbing, Edzard (1909–1974), deutscher Bildhauer
- Hobbing, Maria (* 1958), deutsche Malerin und Künstlerin
- Hobbing, Reimar (1874–1919), deutscher Kaufmann und Verleger
- Hobbins, William T. (* 1946), US-amerikanischer Offizier, General der US Air Force
- Hobbs, Aleia (* 1996), US-amerikanische Sprinterin
- Hobbs, Alfred Charles (1812–1891), US-amerikanischer Nachschließer, Lockpicker
- Hobbs, Allen (1899–1960), US-amerikanischer Marineoffizier
- Hobbs, Anne (* 1959), britische Tennisspielerin
- Hobbs, Becky (* 1950), US-amerikanische Country-Sängerin, -songschreiberin und -pianistin
- Hobbs, Braydon (* 1989), US-amerikanischer Basketballspieler
- Hobbs, Chelsea (* 1985), kanadische Schauspielerin
- Hobbs, David (* 1939), britischer Autorennfahrer
- Hobbs, Fern (1883–1964), Privatsekretärin des Gouverneurs von Oregon, Oswald West
- Hobbs, Franklin (* 1947), US-amerikanischer Ruderer
- Hobbs, Helen (* 1952), US-amerikanische Genetikerin
- Hobbs, Horace E. (1899–1999), US-amerikanischer Politiker
- Hobbs, Jack (1882–1963), englischer Cricketspieler
- Hobbs, Jack (* 1988), englischer Fußballspieler
- Hobbs, Jim, US-amerikanischer Jazz-Altsaxophonist, Bandleader und Komponist
- Hobbs, John (1800–1883), englisch-neuseeländischer Missionar
- Hobbs, John Talbot (1864–1938), australischer Artillerieoffizier und Divisionskommandeur
- Hobbs, Katie (* 1969), US-amerikanische PolitikerinKatie Hobbs (* 1969)

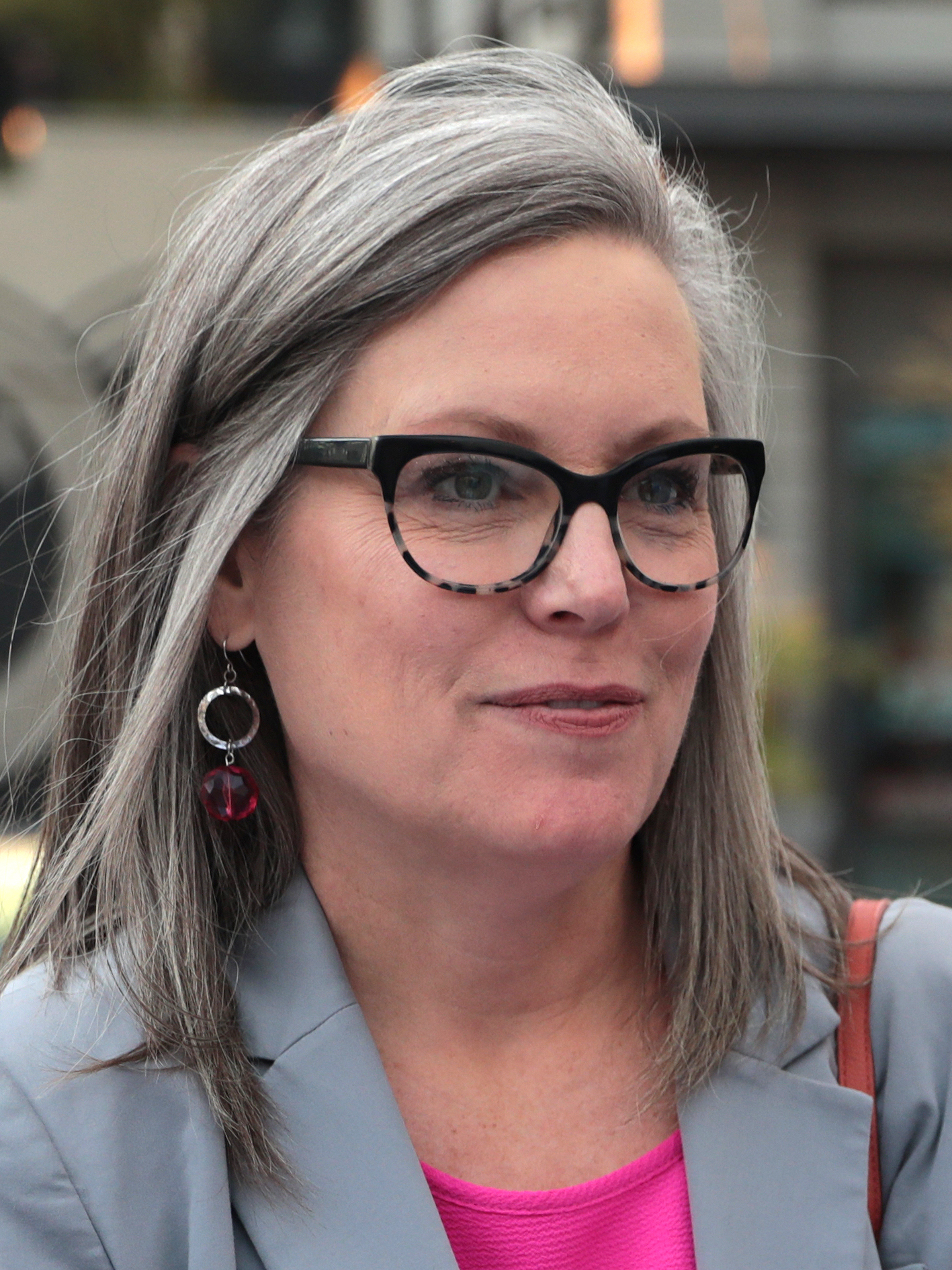
Katie Hobbs (* 1969)

- Hobbs, Leland (1892–1966), US-amerikanischer Offizier
- Hobbs, Lou (1941–2007), US-amerikanischer Rockabillysänger, Musikproduzent, Gitarrist und Moderator
- Hobbs, Noah (* 2004), britischer Radrennfahrer
- Hobbs, Peter (1918–2011), US-amerikanischer Schauspieler
- Hobbs, Peter (* 1973), britischer Schriftsteller
- Hobbs, Richard (* 1951), britischer Soziologe und Kriminologe
- Hobbs, Robin (1942–2024), englischer Cricketspieler
- Hobbs, Ronald (1923–2006), britischer Bauingenieur
- Hobbs, Roy (* 1989), singapurischer Tennisspieler
- Hobbs, Sam (1887–1952), US-amerikanischer Rechtsanwalt, Richter und Politiker
- Hobbs, William (1949–2020), US-amerikanischer Ruderer
- Hobbs, Zoe (* 1997), neuseeländische Sprinterin
- Hobby, Amy, US-amerikanische Filmproduzentin und Filmschaffende
- Hobby, Matt (* 1985), US-amerikanischer SchauspielerMatt Hobby (* 1985)

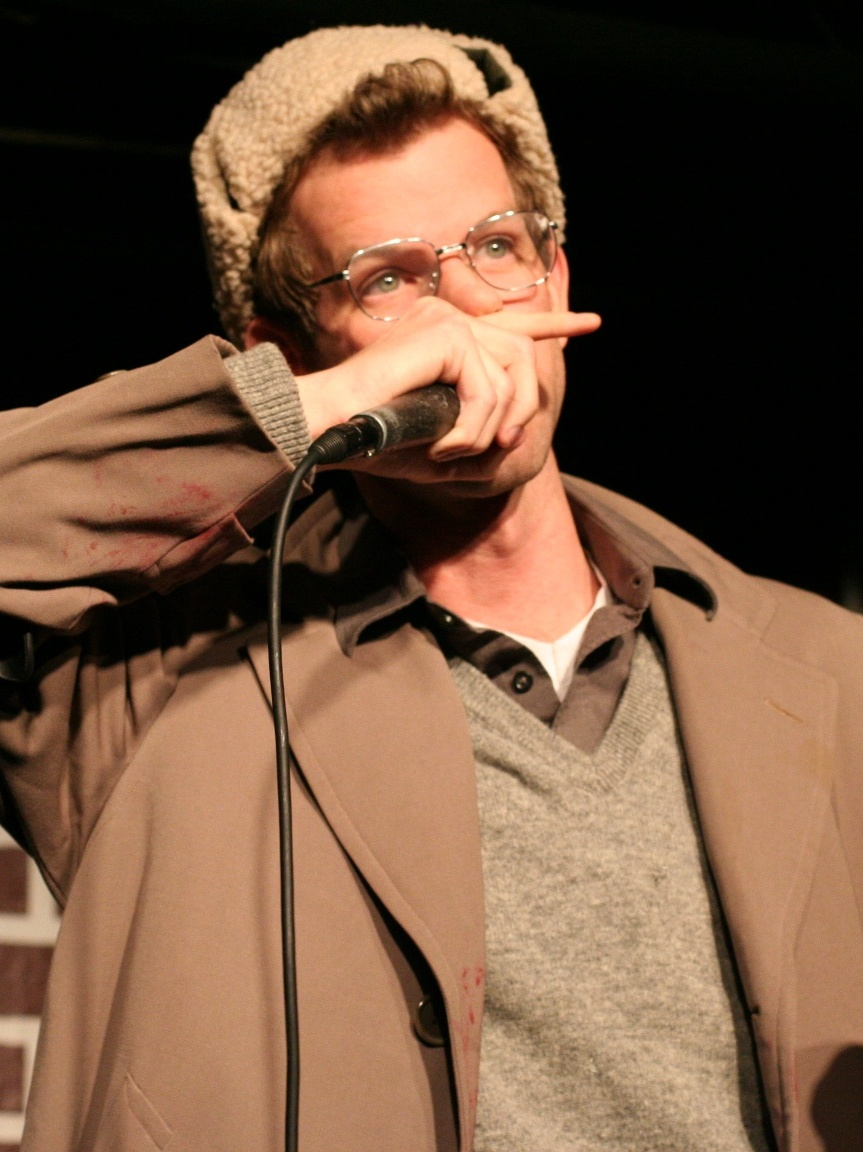
Matt Hobby (* 1985)

- Hobby, Oveta Culp (1905–1995), US-amerikanische Politikerin, Gesundheitsministerin der USA (1952–1955)
- Hobby, William P. (1878–1964), US-amerikanischer Politiker und Gouverneur des Bundesstaates Texas (1917–1921)
- Hobby, William P. junior (* 1932), US-amerikanischer Politiker

### Hobd
- Hobday, Gordon (1916–2015), britischer Chemiker und Manager
- Hobday, Peter (* 1961), deutsch-englischer Fußballspieler

### Hobe
- Hobe, Alice von (* 1940), deutsche Apothekerin und Bergsteigerin
- Hobe, Andreas August von (1739–1802), deutscher Verwaltungsjurist in dänischen Diensten
- Hobe, August von (1791–1867), preußischer Offizier, Landrat und Gutsbesitzer
- Hobe, Charlotte von (1792–1852), deutsche Schriftstellerin und Stiftsdame
- Hobe, Cord von (1909–1991), deutscher Generalleutnant der BundeswehrCord von Hobe (1909–1991)

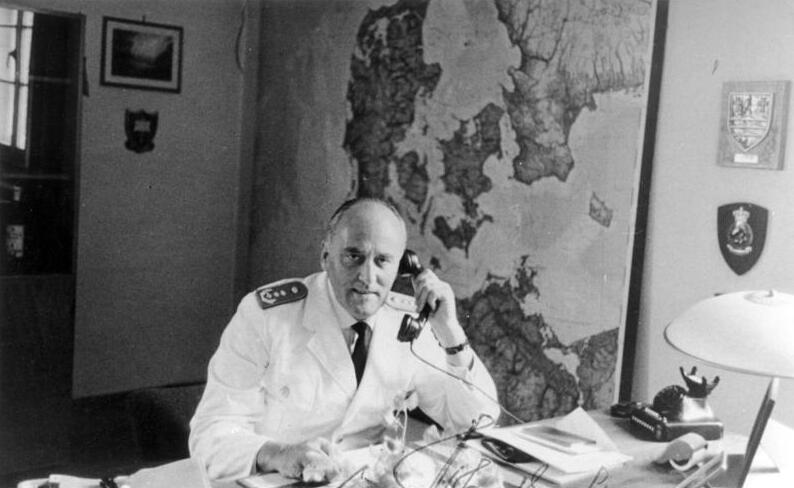
Cord von Hobe (1909–1991)

- Hobe, Edgar von (1890–1973), preußischer Verwaltungsbeamter und Landrat
- Hobe, Eduard von (1802–1874), preußischer Generalleutnant
- Hobe, Friedrich Eugen von († 1809), deutscher Forst- und Hofbeamter
- Hobe, Friedrich Wilhelm von (1792–1866), preußischer Generalleutnant
- Hobe, Hellmuth Friedrich von (1776–1843), deutscher Instanzrichter
- Hobe, Karl Friedrich Bernhard Helmuth von (1765–1822), preußischer Generalleutnant
- Hobe, Stephan (* 1957), deutscher Rechtswissenschaftler und Hochschullehrer
- Hobe, Therese von (1837–1915), deutsche Schriftstellerin und Jugendbuchautorin
- Hobe-Gelting, Siegfried von (1816–1877), schleswig-holsteinischer Gutsbesitzer und Abgeordneter
- Hobeika, Elie (1956–2002), libanesischer Politiker
- Hobeika, Mansour (1941–2014), libanesischer Geistlicher und Kirchenrechter, Bischof von Zahlé
- Hobein, Eduard (1817–1882), deutscher Jurist und Schriftsteller
- Hobein, Herbert (1906–1991), deutscher Hockeyspieler
- Hobein, Ludwig (1911–1997), deutscher Polizeidirektor
- Hobein, Rudolph (* 1852), deutscher Militärarzt, zuletzt Generalarzt
- Hobek, Martin (* 1969), österreichischer Politiker (FPÖ), Landtagsabgeordneter
- Hobel, Adolf Heinrich (1910–1995), österreichischer Diplomat
- Hobel, Mara (* 1971), US-amerikanische Schauspielerin
- Höbel, Mathäus, Baumeister und Architekt der deutschen Renaissance
- Hobel, Philip († 2013), US-amerikanischer Film- und Fernsehproduzent
- Höbel, Susanne (* 1953), deutsche literarische Übersetzerin
- Höbel, Wolfgang (* 1962), deutscher Journalist
- Hobelmann, Gustav (1867–1942), deutscher Richter, Politiker (DVP) und Senator im Senat der Freien Hansestadt Bremen
- Hobelsberger, Hans (* 1960), deutscher römisch-katholischer Pastoraltheologe
- Hobelsberger, Michael (1935–2004), deutscher Eishockeytorwart
- Hobelsberger, Patrick (* 1996), deutscher MotorradrennfahrerPatrick Hobelsberger (* 1996)

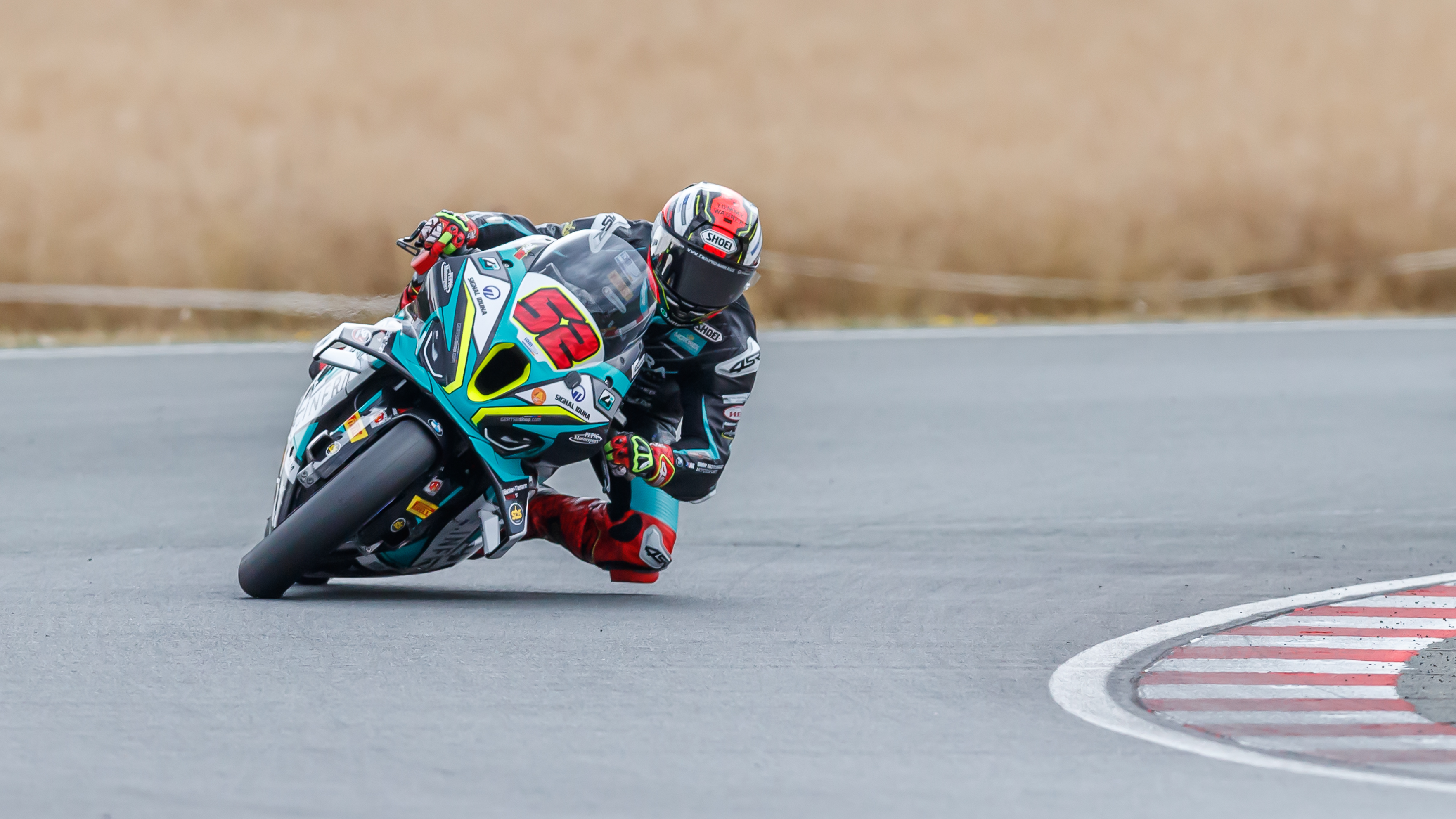
Patrick Hobelsberger (* 1996)

- Höbelt, Lothar (* 1956), österreichischer Historiker
- Höbelt, Medardus (1914–2011), deutscher Maler und Kirchenraumgestalter
- Hoben, John (1884–1915), US-amerikanischer Ruderer
- Hoben, Josef (1954–2012), deutscher Autor
- Höbenreich, Evelyn (* 1962), österreichische Rechtswissenschaftlerin
- Hober, Günther (* 1975), österreichischer Fußballspieler
- Höber, Heinz Werner (1931–1996), deutscher Autor
- Hober, Marco (* 1995), deutscher Fußballspieler
- Höber, Rudolf (1873–1953), deutscher Physiologe und Hochschullehrer
- Hoberg, Annegret (* 1955), deutsche Kunsthistorikerin, Autorin und Kuratorin
- Hoberg, Dirk (* 1981), deutscher Koch
- Hoberg, Fritz-Werner (1913–1994), deutscher Politiker (CDU), MdL
- Hoberg, Gottfried (1857–1924), katholischer Theologe, Philologe, Priester und Hochschullehrer
- Hoberg, Hermann (1907–1992), deutscher katholischer Geistlicher, Kirchenhistoriker
- Hoberg, Ida (* 2003), dänische Handballspielerin
- Høberg, Morten (* 1988), dänischer Radrennfahrer
- Hoberg, Reinhold (1859–1932), deutscher Maler, Graphiker und Illustrator
- Hoberg, Rudolf (* 1936), deutscher Sprachwissenschaftler
- Hoberg, Willi (* 1911), deutscher Verwaltungsbeamter und Landrat des Kreises Geldern
- Höberl, Manfred (* 1964), österreichischer Kraftsportler
- Hoberman, Chuck (* 1956), US-amerikanischer Erfinder
- Hoberman, David (* 1953), US-amerikanischer Filmproduzent
- Hoberman, John Milton (* 1944), US-amerikanischer Sportsoziologe
- Hobern, George (* 1996), kanadischer Volleyballspieler

### Hobg
- Hobgarski, Katharina (* 1997), deutsche TennisspielerinKatharina Hobgarski (* 1997)

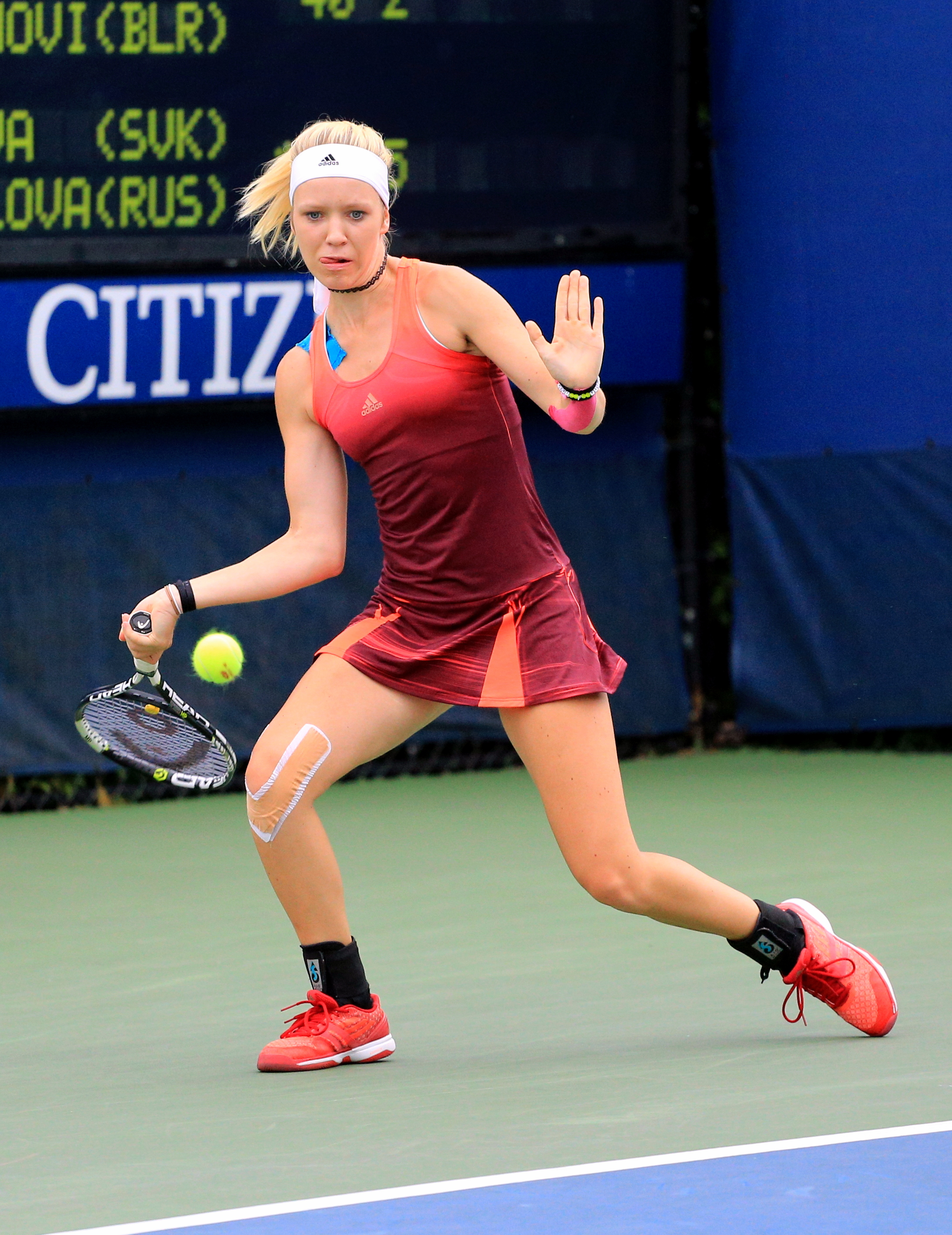
Katharina Hobgarski (* 1997)

- Hobgood, Henry M., US-amerikanischer Offizier, Generalmajor der US Air Force
- Hobgood, Laurence (* 1959), US-amerikanischer Jazzpianist und Arrangeur

### Hobh
- Hobhouse, Emily (1860–1926), britische Menschenrechtsaktivistin
- Hobhouse, John (1932–2004), britischer Richter und Law Lord
- Hobhouse, John, 1. Baron Broughton (1786–1869), britischer Politiker, Mitglied des House of Commons
- Hobhouse, Leonard Trelawny (1864–1929), britischer liberaler Politiker und Professor für Soziologie
- Hobhouse, Penelope (* 1929), britische Gartenautorin und Gärtnerin
- Hobhouse, Reginald (1818–1895), anglikanischer Priester und Erzdiakon
- Hobhouse, Wera (* 1960), deutsch-britische Politikerin (Conservative Party, Liberal Democrats)

### Hobi
- Hobi, Thomas (* 1993), liechtensteinischer Fussballspieler
- Hobiger, Manuel (* 1982), deutscher Seismologe, Vulkanexperte und QuizspielerManuel Hobiger (* 1982)

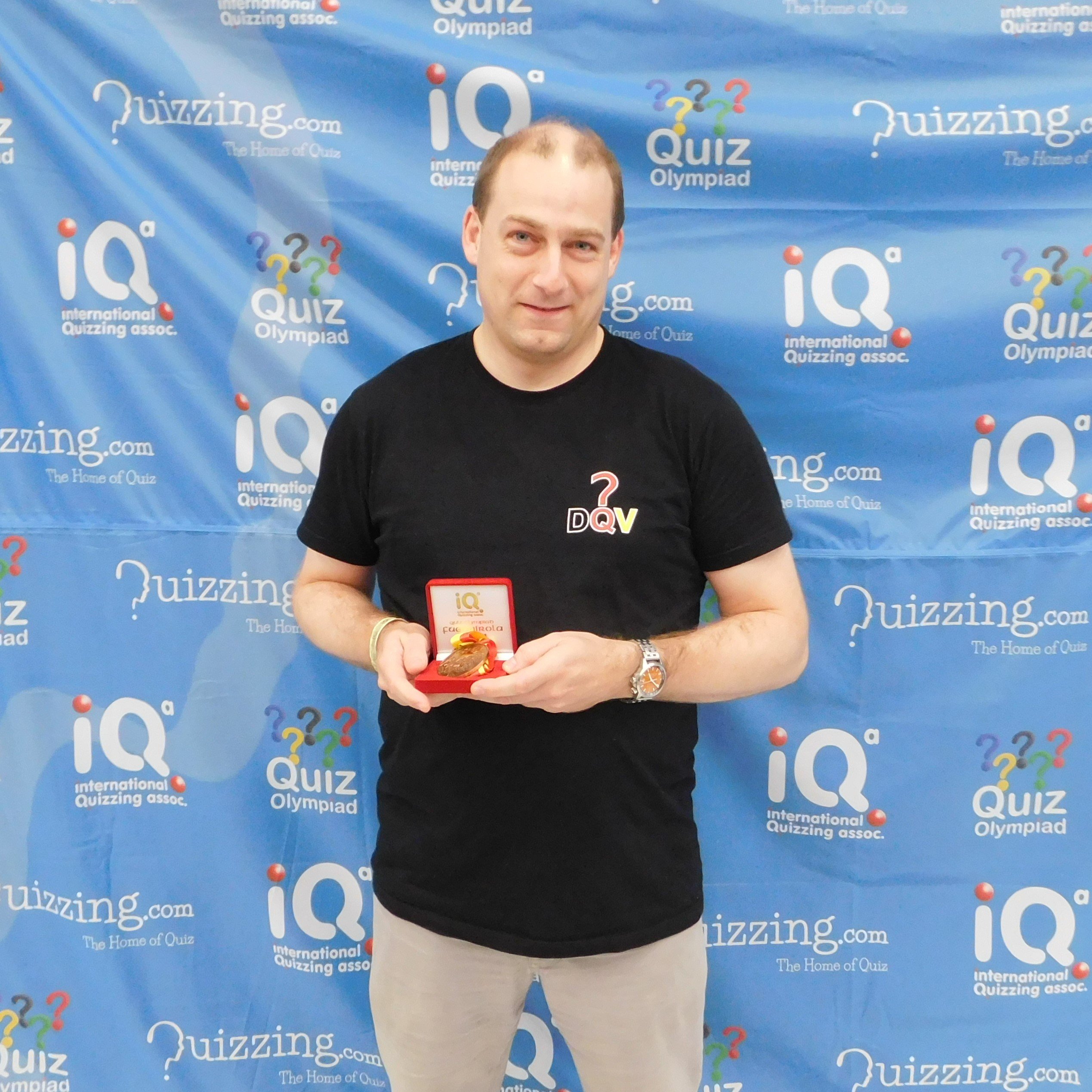
Manuel Hobiger (* 1982)

- Hobiger, Sepp (1920–1975), österreichischer Politiker (ÖVP), Landtagsabgeordneter
- Höbinger, Johann (1874–1946), österreichischer Politiker (CSP), Landtagsabgeordneter
- Höbinger, Marie-Therese (* 2001), österreichisch-deutsche Fußballspielerin
- Höbinger-Lehrer, Liane (1931–2010), österreichische Juristin und Politikerin (FPÖ), Abgeordnete zum Nationalrat
- Hobinka, Edgar (1905–1989), deutscher Musikpädagoge und Volkskundler

### Hobl
- Hobl, August (* 1931), deutscher Motorradrennfahrer
- Hobl, Hans (1927–2011), österreichischer Politiker (SPÖ), Abgeordneter zum Nationalrat
- Hobler, Uwe (* 1957), deutscher Politiker (Die Linke)
- Höbling, Franz (1886–1965), österreichischer Opernsänger (Bass), Theater- und Stummfilmschauspieler
- Hoblit, Gregory (* 1944), US-amerikanischer Filmproduzent und Filmregisseur
- Hoblitzell, Fetter Schrier (1838–1900), US-amerikanischer Politiker
- Hoblitzell, John D. (1912–1962), US-amerikanischer Politiker

### Hobm
- Hobmair, Karl (1911–2003), deutscher Pfarrer und Heimatforscher
- Hobmeier, Brigitte (* 1976), deutsche SchauspielerinBrigitte Hobmeier (* 1976)

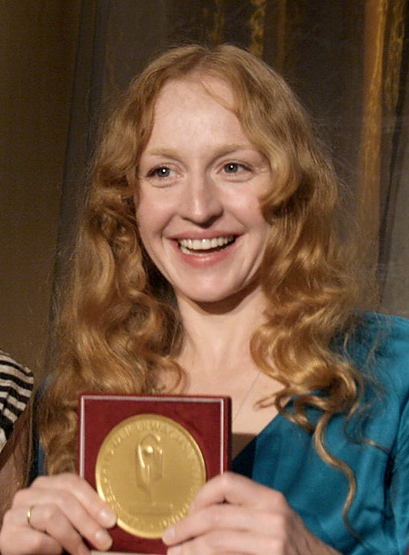
Brigitte Hobmeier (* 1976)

### Hobo
- Hobock, Curtis (1926–1988), US-amerikanischer Country- und Rockabilly-Musiker
- Hobohm, Carsten (* 1957), deutscher Biologe und Hochschullehrer
- Hobohm, Hans-Christoph (* 1955), deutscher Informationswissenschaftler, Hochschullehrer und Professor für Bibliotheks- und Informationswissenschaft
- Hobohm, Martin (1883–1942), deutscher Historiker und Publizist
- Hobohm, Mohammed Aman (1926–2014), stellvertretender Vorsitzender des Zentralrat der Muslime in Deutschland (ZMD)
- Hobohm, Rudolf (1859–1933), deutscher Bauingenieur und kommunaler Baubeamter, 1920/1921 kommissarischer Bürgermeister von Saarbrücken
- Hobohm, Wolf (1938–2020), deutscher Musikwissenschaftler
- Hoboken, Anthony van (1887–1983), niederländischer Musikwissenschaftler und Musiksammler
- Hoboken, Eva van (1905–1987), deutsche Schriftstellerin
- Hobom, Barbara (* 1940), deutsche Wissenschaftsjournalistin
- Hoboth, Ákos (* 1987), ungarischer Volleyballspieler

### Hobr
- Hobrack, Marlen (* 1986), deutsche Literaturkritikerin und Schriftstellerin
- Hobratschk, Paulina (* 1998), deutsche Schauspielerin
- Hobrecht, Arthur (1824–1912), deutscher und Politiker (NLP), MdR
- Hobrecht, James (1825–1902), deutscher Stadtplaner
- Hobrecht, Max (1827–1899), deutscher Dampfmühlenbesitzer und Politiker
- Hobrecker, Hermann (1901–1973), deutscher Kaufmann und Industriemanager
- Hobrecker, Karl (1876–1949), deutscher Büchersammler
- Hobrig, Angela (* 1964), deutsche Schauspielerin
- Höbrink, Torben (* 1984), deutscher Kommunalpolitiker (CDU) und Bürgermeister der Stadt Werl

### Hobs
- Hobsbaum, Nelly (1895–1931), österreichische Schriftstellerin und Übersetzerin
- Hobsbawm, Eric (1917–2012), britischer Historiker
- Hobsch, Bernd (* 1968), deutscher FußballspielerBernd Hobsch (* 1968)

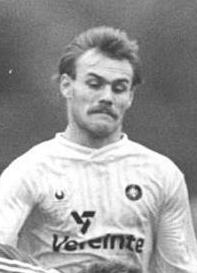
Bernd Hobsch (* 1968)

- Hobsch, Manfred (1951–2016), deutscher Autor, Mitbegründer des Berliner Zitty-Verlags
- Hobsch, Patrick (* 1994), deutscher Fußballspieler
- Höbsch, Werner (* 1951), deutscher römisch-katholischer Theologe
- Hobson, Allan (1933–2021), US-amerikanischer Psychiater und Hochschullehrer
- Hobson, Asher (1889–1992), US-amerikanischer Agrarökonom
- Hobson, Charles, Baron Hobson (1903–1966), britischer Politiker, Mitglied des House of Commons und Ingenieur
- Hobson, Dave (1936–2024), US-amerikanischer Politiker
- Hobson, Ernest William (1856–1933), britischer Mathematiker
- Hobson, James L. Jr (1942–2023), US-amerikanischer Offizier, Generalmajor der US Air Force
- Hobson, John Atkinson (1858–1940), englischer Publizist und Ökonom
- Hobson, Katherine Thayer (1889–1982), US-amerikanische Bildhauerin
- Hobson, Luke (* 2003), US-amerikanischer Schwimmer
- Hobson, M. K. (* 1969), amerikanische Schriftstellerin
- Hobson, Percy (1942–2022), australischer Hochspringer
- Hobson, Peter (* 1949), britischer Psychiater und Psychopathologe
- Hobson, Richmond Pearson (1870–1937), US-amerikanischer Politiker
- Hobson, Rolf (* 1961), norwegischer Historiker
- Hobson, Thomas (1544–1631), britischer Kurier
- Hobson, Valerie (1917–1998), britische SchauspielerinValerie Hobson (1917–1998)

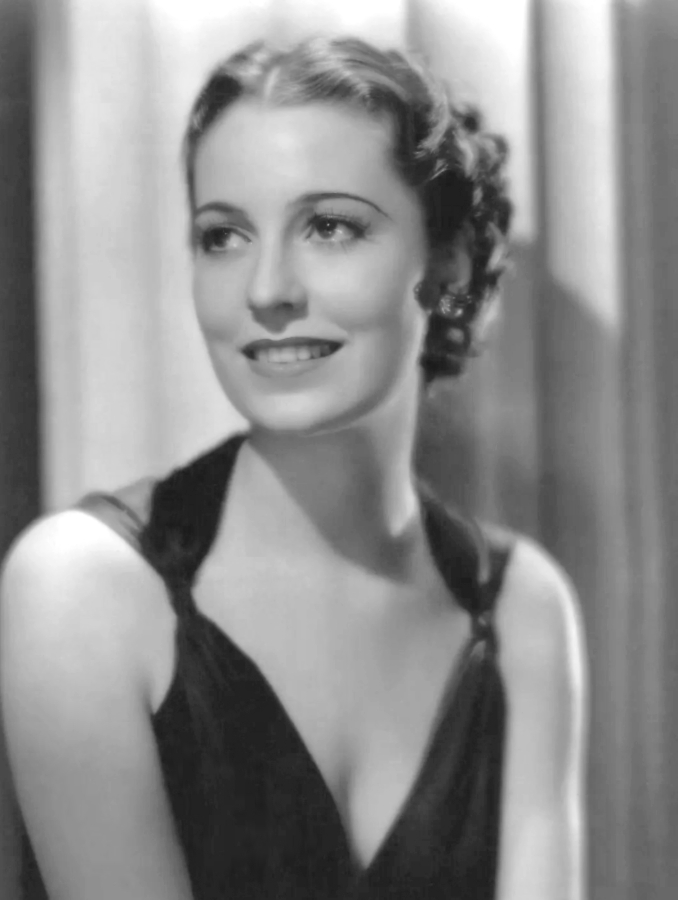
Valerie Hobson (1917–1998)

- Hobson, William (1793–1842), britischer Marineoffizier, Gouverneur von Neuseeland

### Hobu
- Hoburg, Christian (1607–1675), deutscher Theologe und Mystiker
- Hoburg, Warren (* 1985), US-amerikanischer Ingenieur, Hochschullehrer und Astronaut
- Hobus, Gottfried (* 1891), deutscher Nachrichtendienstler
- Hobus, Kyle (* 2000), US-amerikanischer Volleyballspieler
- Hobusch († 1866), deutscher Gelegenheitsarbeiter, Dessauer Original
- Höbusch, Herbert (1949–2014), deutscher Fußballspieler

### Hoby
- Hoby, Gottfried (1915–2005), Schweizer Politiker
- Hoby, Jean-Pierre (* 1945), Schweizer Soziologe, Politikwissenschaftler, Jurist und Kulturmanager
- Hoby, Oskar (1918–1998), Schweizer Sänger, Schauspieler und Kabarettist

### Hobz
- Hobza, Pavel (* 1946), tschechischer Chemiker
- Hobzik, Adam (* 1985), tschechischer Badmintonspieler
- Hobzik, Richard (* 1963), tschechischer Badmintonspieler